# بينزا
بينزا (بالروسية: Пенза) هي إحدى مدن روسيا في الكيان الفدرالي الروسي بانزا أوبلاست.
تقع مدينة بينزا مركز مقاطعة بينزا على نهر سورا (أحد روافد نهر الفولغا) وتبعد عن العاصمة موسكو مسافة تزيد قليلا عن 700 كم. ومساحتها حوالي 300 كيلو متر مربع ونفوسها أكثر من نصف مليون نسمة. المدينة محور مهم للنقليات.

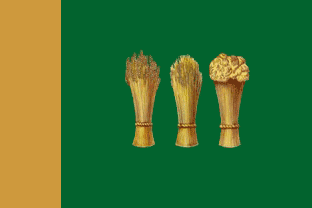
علم بينزا

## التاريخ
تأسست المدينة عام 1663 على شكل قلعة على الحدود الجنوبية - الشرقية للدولة الروسية، بناء على امر من القيصر اليكسي ميخائيلوفيتش. تطورت المدينة وأصبحت عام 1719 مركزا للولاية ومن ثم مركزا للمحافظة عام 1801. ومنذ عام 1939 مركزا لمقاطعة بينزا.
استمر تطور المدينة في القرن الـ 19 حيث بلغ عدد منازلها في النصف الثاني من القرن الـ 19 حوالي 3000 منزل وعملت فيها أكثر من 20 كنيسة وحوالي 350 متجرا و160 مصنعا ومعملا صغيرا، كما مدت فيها شبكة توزيع المياه وكانت تقام فيها 3 أسواق سنوية وأسواق اسبوعية.
ساعد الموقع الجغرافي للمدينة على تطورها وتوسعها اللاحق، حيث انها واقعة على تقاطع الطرق التجارية المهمة، وربطت في نهاية القرن الـ 19 بخطوط سكك الحديد بأتجاهات مختلفة وكان هذا حافزا جديدا لتطور ونمو المدينة صناعيا وثقافيا، فظهرت فيها مصانع الورق والاخشاب والانسجة والجلود وكذلك مصانع مواد البناء والصناعات المعدنية والغذائية. لقد تميزت منتجات هذه المصانع بالجودة العالية حيث حصلت على الميداليات الذهبية والفضية في الأسواق العالمية والمحلية. اما في المجال الثقافي فقد اسس أول مسرح في المدينة عام 1793 وأول سيرك في روسيا عام 1874 تبعها افتتاح مكتبات عامة ومدارس.
باقامة السلطة السوفيتية في المدينة في شهر يناير/كانون الثاني عام 1918 افتتحت صفحة جديدة في تاريخ المدينة. لقد قررت السلطة الجديدة تأميم المؤسسات الصناعية والتجارية والمصارف واضعة بذلك أساس للقطاع العام.
خلال الحرب الاهلية كانت المدينة في مركز الاحداث فأضافة إلى الانتفاضات الفلاحية في القرى والضواحي شهدت المدينة معارك طاحنة بين الجيش الأحمر والقوات التشيكية الغازية. بعد انتهاء الحرب الاهلية وحصول الاستقرار استمر تطور المدينة حيث افتتحت فيها مدارس ومؤسسات صحية وصناعية وتجارية جديدة.
قبل بداية الحرب الوطنية العظمى (1941 – 1945) شهدت القاعدة الصناعية للمدينة نموا كبيرا حيث اسست مصانع جديدة للانسجة والمواد الغذائية ومصانع للحاسبات والدراجات والساعات اليدوية والورق. كما تطورت في ذات الوقت البنية التحتية للمؤسسات التعليمية والصحية والثقافية في المدينة. ولكن مع بداية الحرب تحولت مصانع المدينة إلى أحد المراكز الرئيسية في الاتحاد السوفيتي لإنتاج مدافع الهاون، كما استخدمت لنفس الهدف المصانع التي اجليت من مدن اريول وفورونيج وسمفروبل وخاركوف وغيرها.
بعد انتهاء الحرب واستقرار الأوضاع عادت المدينة إلى حياتها الطبيعية واستمرت في نموها وتوسعها وعادت مصانعها إلى إنتاجها الاعتيادي السابق.

## الاقتصاد
ان مدينة بينزا حاليا هي اضخم مركز صناعي وثقافي وعلمي في المقاطعة. حيث سجلت فيها حوالي 14 الف مؤسسة مختلفة منها أكثر من 750 صناعية بينها حوالي 90 مؤسسة ضخمة. وأهم المنتجات الصناعية التي تنتجها هذه المؤسسات هي الانابيب الفولاذية والقضبان الحديدية المستخدمة في البناء والخرسانة المسلحة وضاغطات الهواء والغاز والماكينات المستخدمة في مرافق المدن ومعدات وأجهزة طبية وقطع غيارها وأجهزة التحكم الاوتوماتيكي ومعدات الصناعات الكيميائية. كما تنتج المؤسسات الصناعية في المدينة بضاعة تصدر إلى عدد كبير من البلدان مثل إنتاج صمامات القلب وأنواع من الورق المحسن وكذلك معدات وأجهزة للبتروكيميائيات وغيرها من البضائع. كما تنتج في المدينة المحركات المختلفة الاستخدام وأجهزة الراديو وغيرها.

## التعليم
اما في مجال التعليم فتتركز في المدينة مجموعة من الجامعات منها جامعة بينزا الحكومية وجامعة العلوم التربوية وجامعة بينزا للهندسة المدنية والمعمارية وأكاديمية بينزا للعلوم التقنية وغيرها. كما هناك عدد كبير من المعاهد المهنية المتوسطة والثانويات المهنية والمدارس العامة. كما توجد مجموعة من المكتبات العامة.

## الثقافة
وتعمل في المدينة مسارح عديدة مثل مسرح الدراما ومسرح الدمى ومسرح الشباب وغيرها. كما فيها عدد كبير من المتاحف مثل مركز الفنون المسرحية «بيت ميرهولد» ومتحف الابداعات الشعبية وغاليري اللوحات الفنية وحديقة التماثيل وغيرها.
كما تنتشر في المدينة الملاعب والمنشآت الرياضية كالمسابح والقاعات ومراكز الرياضة الشتوية وغيرها.
في المدينة مجموعة من المتنزهات والحدائق العامة منها المتنزه المركزي والأولمبي وحديقة النباتات وحديقة الحيوان والنافورة الموسيقية الملونة وغيرها من المتنزهات التي يرتادها السكان طلبا للراحة والتجوال.

## المعالم الأثرية والمعمارية
ومن المعالم الأثرية والمعمارية في المدينة التي تجذب السياح من داخل روسيا وخارجها:
- مبنى رواق اللحوم – شيد الرواق بين عامي 1895 و 1897 وكان المبنى مخصصا لبيع اللحوم. شيد المبنى بالآجر الأحمر، وهو بناء ضخم لا زال محافظا على شكله وجماله بالرغم من مرور أكثر من 100 عام على بناءه.
- النافورة الموسيقية الملونة – النافورة من معالم المدينة المعمارية التي انشئت في نهاية سبعينات القرن الماضي. ساحة النافورة هو المكان المحبب لدى سكان المدينة وضيوفها لقضاء اوقات ممتعة مع المعزوفات الموسيقية التي ترافق انطلاق تيارات الماء الملونة التي تضفي جوا شاعريا ومريحا على هذا المكان. هذه اللوحة الجميلة تبقى في مخيلة المشاهد لفترة طويلة جدا.
- متنزه المدينة المركزي – أحد المتنزهات القديمة في المدينة، حيث يحتوي على اشجار يزيد عمرها عن 300 سنة. يحتوي هذا المتنزه الكبير على مدينة الألعاب وعلى القبة الكونية والمطاعم والمقاهي. المتنزه قبلة العوائل وضيوفها حيث يمكن قضاء اوقات ممتعة ومريحة بين ممراته وفي مطاعمه ومدينة الألعاب المقسمة إلى ثلاثة اقسام – قسم للاطفال واخر للمغامرين والثالث للكبار.
- دير الثالوث الاقدس للراهبات – شيد مبنى الدير خلال الفترة من 1689 ولغاية 1892 وفي عام 1717 اضيف له مبنى كنيسة الكسندر سفيرسكي. اعيد بناء الدير وكنائسه عام 1789 واقيم حوله سور حجري فيه عدد من الابراج للمراقبة وفي بداية القرن الـ 19 بنيت في الدير صوامع من الحجر. اغلق الدير عام 1927 واهمل. اعيد إلى الكنيسة الأرثوذكسية الروسية عام 1994 وعاد لنشاطه السابق.
- كنيسة شفاعة العذراء – شيدت هذه الكنيسة عام 1677 على طراز باروكو. مبنى الكنيسة هو الوحيد المبني على هذا الطراز وما زال قائما حتى الآن في المدينة. الجدران الداخلية للكنيسة مزخرفة ومنقوشه لتحاكي الرخام في شكلها. اغلقت الكنيسة عام 1931 وحول المبنى إلى دار للسينما ومن ثم إلى مستودع. اعيدت إلى الكنيسة الأرثوذكسية الروسية في تسعينات القرن الماضي واجريت عليها الترميمات اللازمة بعدها عادت لتستقبل جموع المصلين يوميا.

وهناك العديد من الكنائس القديمة من بينها كنيسة التجلي التي تعتبر أقدم مبنى في المدينة وأيضا مسجد بينزا الجامع (1891) وكنيسة المبشر نيقولاي الخشبية وغير ذلك من المباني والاثار المعمارية والتاريخية التي يقصدها السياح في المدينة وضواحيها.